# Hemerobius betulina
Hemerobius betulina là một loài côn trùng trong họ Hemerobiidae thuộc bộ Neuroptera. Loài này được Ström miêu tả năm 1788.